# الظيرين (الرجم)

تعديل مصدري - تعديل

الظيرين هي إحدى قرى عزلة بني البدي بمديرية الرجم التابعة لمحافظة المحويت، بلغ تعداد سكانها 155 نسمة حسب تعداد اليمن لعام 2004.